# Ludwig II. (Württemberg-Urach)
Ludwig II., Graf von Württemberg-Urach, (* 3. April 1439 in Waiblingen; † 3. November 1457 in Urach) war der älteste Sohn von Graf Ludwig I. und Mechthild von der Pfalz und nach dem Tod seines Vaters 1450 offizieller Regent der Grafschaft Württemberg-Urach bis 1457.
Ludwig wuchs am Uracher Hof auf, der Residenz Ludwig I. nach der im Nürtinger Vertrag 1442 festgelegten Teilung Württembergs. Nach dem frühen Tod des Vaters entbrannte zunächst ein Streit über die Vormundschaft für den noch nicht zwölfjährigen Sohn. Der schließlich mündig erklärte Ludwig II. trat am 13. Oktober 1453 die Regierungsgeschäfte im 15. Lebensjahr an. Er starb schon 1457 im Alter von 18 Jahren.
Über die Todesursache ist wenig bekannt; überliefert ist jedoch ein „schweres Gebrechen“ seit seiner Kindheit und ein diesbezügliches Gelübde, das mehrfach den heiligen Valentin erwähnt, Schutzpatron der „fallend Kranken.“ Zu den an der „Fallsucht“ Leidenden wurde u. a. Kranke gezählt, die an Epilepsie litten, was auch für Ludwigs Krankheit angenommen wird.